# Pamayahan
Pamayahan is een bestuurslaag in het regentschap Indramayu van de provincie West-Java, Indonesië. Pamayahan telt 3304 inwoners (volkstelling 2010).